# Казе Локалита Банци (Болоња)
Казе Локалита Банци (итал. Case Località Banzi) је насеље у Италији у округу Болоња, региону Емилија-Ромања.
Према процени из 2011. у насељу је живело 66 становника. Насеље се налази на надморској висини од 61 м.